# Thara Ak-Var
Thara Ak-Var es un personaje ficticio que aparece en los cómics publicados por DC Comics, creado por Geoff Johns y James Robinson. El personaje apareció por primera vez durante la historia de Superman: New Krypton en Superman # 681 (octubre de 2008). Ella es el último personaje en asumir el papel de Flamebird. Junto con el nuevo Nightwing, Thara es el personaje principal de Action Comics a partir del número 875 (mayo de 2009). El nombre de Thara Ak-Var es una referencia a Ak-Var, quien fue el segundo Flamebird de pre-Crisis, y su esposa, Thara.
Este personaje fue interpretado por Esmé Bianco en la tercera temporada de Supergirl.

## Biografía ficticia

### Edad de Plata
En la Edad de Plata, Thara era la esposa de Ak-Var, asistente de laboratorio del científico Kandoriano Van-Zee, quien también era tío de Thara. En un momento, Van-Zee se puso el disfraz de Nightwing para rescatar a un Superman capturado. Después de la partida de Superman y Jimmy de Kandor, Van-Zee asumió el papel de Nightwing a tiempo completo. Ak-Var más tarde asumió el manto de Flamebird. Los dos compartieron varias aventuras distintas, una vez formando equipo con Superman y Jimmy.

### Edad Moderna
Thara Ak-Var vivía en Argo City y era amiga de la infancia de Kara Zor-El. Mientras que los padres de Kara eran miembros del Gremio de Ciencias, los padres de Thara pertenecían al Gremio Militar y habían servido al mando del General Zod.
Thara fue uno de los pocos sobrevivientes de la destrucción de Krypton. Zor-El creó un campo de fuerza alrededor de toda Argo City para protegerla utilizando tecnología que se encontró después de la captura de Kandor por Brainiac. Sintiendo el uso de su propia tecnología, Brainiac localizó la ciudad de Argo y comenzó a integrarla con Kandor, y mató a aquellos que intentaron detenerlo, incluidos los padres de Thara. Mientras Zor-El y Alura lograron ayudar a su hija a escapar, todos los demás en Argo City fueron capturados por Brainiac, incluida Thara.
La vida en la ciudad encogida continuó, aunque a un ritmo más lento que en el resto del universo. A pesar de su corta edad e inexperiencia en el combate real, Thara fue nombrada jefa de seguridad de Kandor. Ella insistió en que nadie cree que no se haya ganado su puesto.
Poco después, el gremio religioso de Kandor se acercó a Thara, quien llevó a cabo una ceremonia que le otorgó a Thara una visión del Flamebird, una criatura mítica kryptoniana. El gremio religioso, creyendo que Thara era el avatar viviente del Flamebird, la incorporó a sus filas. Un día Thara sintió que su mente se conectaba con la de Chris Kent, quien parecía tener algún tipo de conexión con Nightwing, la deidad compañera de Flamebird. Thara reclamó su puesto como jefa de seguridad y usó un traje protector inventado por Zor-El para entrar en la Zona Fantasma, liberar a Chris y llevarlo a Kandor en secreto.
Cuando Superman descubrió a Kandor en la nave de Brainiac, todos los kryptonianos encarcelados fueron liberados. Thara se reunió con su amiga Kara.

#### Nuevo Krypton
Cuando los kryptonianos acordaron reunirse con el presidente de los Estados Unidos en Metrópolis, fue Thara quien entrenó a los escoltas de Zor-El y Alura. Ella también organizó la evacuación del área cuando Doomsday atacó a la delegación de Krypton. Después de que el padre de Kara, Zor-El, fuera asesinado por Reactron en Kandor, Alura culpó a Thara por la muerte de su esposo, ya que la seguridad dentro de la ciudad era su responsabilidad.
Thara Ak-Var comenzó a operar en la Tierra como la superheroína Flamebird, con la ayuda de Chris como Nightwing. Ambos héroes trabajan desde la Fortaleza de la Soledad, donde inicialmente montaron guardia sobre el proyector de la Zona Fantasma para evitar que los soldados kryptonianos liberaran a Zod.

#### Un mundo sin Superman
Después de que todos los kryptonianos, excepto Superman, no pueden venir a la Tierra, Thara y Chris Kent se quedaron atrás en sus disfraces de Flamebird y Nightwing. Para ocultar aún más sus orígenes kryptonianos, el dúo comenzó a usar versiones de traje de poder de sus disfraces. Los jóvenes héroes están rastreando agentes durmientes kryptonianos que operan en la Tierra por orden del General Zod. Chris descubrió las identidades de estos agentes mientras sus padres lo mantenían prisionero en la Zona Fantasma.
Cuando Zod se dio cuenta de las acciones de Flamebird y Nightwing contra sus agentes, envió a Ursa a la Tierra para detenerlos. Después de un brutal ataque de Ursa, Thara salió gravemente herida por un cuchillo de Kryptonita frangible, y Chris se vio obligado a llevarla a Lois Lane para recibir asistencia médica. Fue salvada por los esfuerzos de la heroína de la JLA, la Doctora Luz, quien usó sus poderes para acelerar su absorción solar. Thara se recuperó y se unió a Chris en un intento de traer a una violenta pareja durmiente. Su batalla fue interrumpida por un grupo de adversarios metahumanos liderados por Nombre en Clave: Asesino. Durante la pelea, los durmientes escaparon, perseguidos por Chris. Las fuerzas de Nombre en Clave: Asesino, lograron inmovilizar a Thara, y él usó sus habilidades psíquicas para leer su mente, aprendiendo sobre Chris y los durmientes. Cuando Assassin amenazó la vida de Chris, el cuerpo de Thara estalló en llamas y gritó "¡Sal de nuestra mente!" en kryptoniano. Thara pasó a derrotar a sus atacantes, pero los dejó con vida, diciendo: "No somos vengativos. Pero lucharemos para proteger lo que es nuestro, lo que amamos. Estás advertido". Después de luchar contra la pareja durmiente, Chris y Thara se convierten en superhéroes famosos con un público que los adora. Thara estaba incómoda con la atención femenina que Chris recibió, especialmente después de descubrir el número de teléfono de una fan metida en la armadura de Chris. Thara negó los sentimientos de celos, pero Chris respondió besándola. Los dos fueron luego atacados por la pareja de durmientes kryptonianos. Los persiguieron hasta el metro, solo para descubrir que en realidad eran Metallo y Reactron disfrazados. Thara y Chris fueron rápidamente derrotados y capturados.
Sin embargo, Chris y Thara se teletransportan junto con Supergirl. Supergirl ataca a Thara, por matar a su padre e intentar matarla. Sin embargo, Chris la detiene y le dice que es su primo. Los tres son atacados por Guardian y la Policía Científica, aparentemente por matar a Mon-El. Chris intenta decirle a Guardian que no asesinaron a Mon-El, pero Guardian lo ignora. Los tres logran escapar a París. Chris, Thara y Kara hablan sobre lo sucedido. Luego descubren que los dos durmientes con los que estaban luchando eran Metallo y Reactron. Sin embargo, son atacados por el Escuadrón K.
Escapando del Escuadrón K, los tres van al apartamento de Lana Lang. Deciden buscar la ayuda de Lois para limpiar sus nombres. Chris y Lana van a buscar a Lois mientras que Kara y Thara se quedan en el apartamento de Lana.
Una vez más, mientras se quedan solas, las dos chicas discuten sobre sus supuestas traiciones a otra, con Supergirl culpando a Thara por la muerte de su padre y Thara enojada porque Kara no le cree sobre la entidad Flamebird. Después de una breve discusión, las dos junto con Chris se ven obligadas a huir una vez más. Durante el intento de huir, una vez más se encuentran con el Escuadrón K, sin embargo, los tres optan por rendirse para limpiar sus nombres. Mientras logran persuadir al comandante del Escuadrón K, Reactron rápidamente asesina a sus compañeros de equipo e intenta matar a los tres.
Durante su conflicto, Thara resulta herida al intentar proteger a Supergirl. Cuando Reactron está a punto de matar a Chris y Kara, Thara manifiesta sus poderes y personalidad de Flamebird en los que fácilmente vence y derrota a Reactron. Flamebird decide matar a Reactron, pero se convence para mostrar misericordia después de que Reactron revela que Mon-El está vivo y Supergirl lo habla. La Flamebird se sumerge una vez más después de compartir un beso con Chris. Después de su batalla, Thara y Kara se reconcilian y deciden renovar su amistad.
Con nuevos disfraces, Thara y Chris continúan protegiendo el mundo, asegurándose de ocultar su estado kryptoniano. Thara muestra un ligero celo porque Chris recibe la atención de una fan, y en la discusión que sigue, comparte otro beso. Sin embargo, a su regreso a su apartamento, Chris pasa por otro proceso de envejecimiento convirtiéndose en un anciano. Bajo la dirección de Kimiyo Hoshi, Thara lleva a Chris al renombrado Dr. Pillings, quien, sin que nadie lo sepa, es en realidad el agente durmiente kryptoniano Jax-Ur."Pillings" somete intencionalmente a Chris a un tratamiento que le causa un dolor extremo, causando suficiente estrés emocional en Thara como para que Flamebird vuelva a ser dominante. Al darse cuenta de quién es realmente el médico, Flamebird se ve obligada a un acuerdo no especificado con Jax-Ur, después de lo cual asegura la supervivencia de Chris / Nightwing.

#### Superman: War of the Supermen
En la miniserie de 2010 Superman: War of the Supermen, mientras Zod y los nuevos kryptonianos se preparan para atacar la Tierra, el General Lane, trabajando con Lex Luthor, encuentra la manera de convertir a Reactron en una bomba viviente que destruye todo Nuevo Krypton. Al mismo tiempo, Lane y Luthor usan elementos de la construcción Rao para hacer que el sol se vuelva rojo, lo que debilita a los kryptonianos, muchos de los cuales mueren en el espacio. Flamebird se da cuenta de que la única forma de salvar a los kryptonianos sobrevivientes es desatar su poder en el corazón del sol. El diálogo implica que este acto es el destino final de Thara, y la obra de arte muestra sus restos esqueléticos.

## Poderes y habilidades
Thara tiene todas las habilidades estándar de un kryptoniano expuesto a la luz de un sol amarillo: súper fuerza, súper velocidad, invulnerabilidad, vuelo, visión de calor, súper respiración, visión de rayos X y súper audición. Ella también posee una conexión indefinida con la entidad mítica "Flamebird", lo que le da la capacidad de crear llamas y le da un vínculo psíquico con Chris Kent. Esta conexión con Flamebird parece ser de naturaleza simbiótica, ya que Thara se refirió recientemente a sí misma como "nosotros" cuando atacó a los guerreros que amenazaron a Chris.
La entidad "Flamebird" muestra además una inmunidad a la kryptonita dorada (queda por ver si esta inmunidad se extiende a otras formas de kryptonita) y es capaz de devolverle la salud a Thara incluso después de que Reactron la hiera. Además, el "Flamebird" parece sentirse, como Thara, atraído por Chris Kent.
Como todos los kryptonianos, Thara está debilitada por la radiación de kryptonita y es fatalmente vulnerable a la exposición prolongada.

## En otros medios

### Televisión
Thara Ak-Var aparece en la serie de acción en vivo del Arrowverso Supergirl de The CW, interpretada por Esmé Bianco. Ella debuta en el episodio de la tercera temporada "Not Kansas" y es retratada como la jefa de policía de Argo City, preservada después de la explosión de Krypton, y como la amiga de la infancia de la protagonista de la serie, Kara Zor-El.

### Película
Thara Ak-Var aparece en Superman: Unbound con la voz de Melissa Disney. Thara es residente de Kandor. Durante el secuestro de la ciudad por parte de Braniac, Kara, Thara y sus padres intentaron huir de la ciudad en un vehículo, pero el escudo cayó justo antes de que la familia de Thara pudiera llegar a un lugar seguro.